# Dekanat mohylewski
Dekanat mohylewski – jeden z 11 dekanatów archidiecezji mińsko-mohylewskiej na Białorusi. Składa się z 12 parafii.

## Lista parafii
| Lp | Miejscowość / parafia                                                   | Proboszcz / administrator      | Kościół                                                                           | Zdjęcie |
| -- | ----------------------------------------------------------------------- | ------------------------------ | --------------------------------------------------------------------------------- | ------- |
| 1  | Białynicze Parafia Najświętszej Maryi Panny Białynickiej                | ks. Karol Tomecki              | Kościół Najświętszej Maryi Panny Białynickiej w Białyniczach                      |         |
| 2  | Czausy Parafia Najświętszej Maryi Panny Matki Kościoła                  | ks. Grzegorz Książek           | Kościół Najświętszej Maryi Panny Matki Kościoła w Czausach                        |         |
| 3  | Czeryków Parafia Najświętszego Imienia Najświętszej Maryi Panny         |                                | Kościół Najświętszego Imienia Najświętszej Maryi Panny w Czerykowie               |         |
| 4  | Faszczówka Parafia Nawiedzenia Najświętszej Maryi Panny                 | ks. Michał Bubień              | Kaplica Nawiedzenia Najświętszej Maryi Panny w Faszczówce                         |         |
| 5  | Horki Parafia Matki Bożej Białynickiej                                  | ks. Andrzej Kiewlicz           | Kościół Matki Bożej Białynickiej i św. Anny w Horkach                             |         |
| 6  | Kościukowicze Parafia Świętej Trójcy                                    | ks. Andrzej Dolański           | Kościół Świętej Trójcy w Kościukowiczach                                          |         |
| 7  | Kniażyce Parafia Podwyższenia Krzyża Świętego                           | ks. Aleksnader Szupieńko       | Kościół Podwyższenia Krzyża Świętego w Kniażycach                                 |         |
| 8  | Krzyczew Parafia Niepokalanego Poczęcia Najświętszej Maryi Panny        |                                | Kościół Niepokalanego Poczęcia Najświętszej Maryi Panny w Krzyczewie              |         |
| 9  | Mohylew Parafia Wniebowzięcia Najświętszej Maryi Panny i św. Stanisława | ks. Witalij Margunow (do 2021) | Konkatedra Wniebowzięcia Najświętszej Maryi Panny w Mohylewie                     |         |
| 10 | Mohylew Parafia św. Antoniego                                           | o. Jerzy Wierzchowski CMF      | Kościół św. Antoniego w Mohylewie                                                 |         |
| 11 | Mohylew Parafia św. Kazimierza i św. Jadwigi                            | o. Roman Schulz OP             | Kościół św. Kazimierza i św. Jadwigi w Mohylewie                                  |         |
| 12 | Mścisław Parafia Wniebowzięcia Najświętszej Maryi Panny                 | ks. Robert Maciejewski         | Kościół Wniebowzięcia Najświętszej Maryi Panny i klasztor Karmelitów w Mścisławiu |         |
| 13 | Szkłów Parafia Świętych Apostołów Piotra i Pawła                        | ks. Aleksander Szupieńko       | Kościół Świętych Apostołów Piotra i Pawła w Szkłowie                              |         |